# Lionel Walter Rothschild
 Lionel Walter de Rothschild  (1868-1937) va ser un banquer, polític i zoòleg britànic, segon baró de la gran nissaga jueva de financers dels Rothschild, estesa per diversos països.
Va néixer el 8 de febrer de 1868 a Londres i va ser ensenyat a casa. Des dels set anys va dir que volia crear un museu zoològic i va començar la seva col·lecció d'insectes i papallones. Va estudiar un any a Bonn i després al Magdalene College de Cambridge.
Mai no va casar-se, però tenia almenys dues amistançades, amb Maria Fredenson va tenir una filla. Va heretar el títol del seu pare Nathan Mayer Rothschild, primer baró de Rothschild, el 1915.
Va morir a Tring el 27 d'agost de 1937 (als 69 anys). A la seva mort el 1937, com que no havia tingut fills legítims i el seu germà menor havia mort, el títol va passar al seu nebot Victor Rothschild.

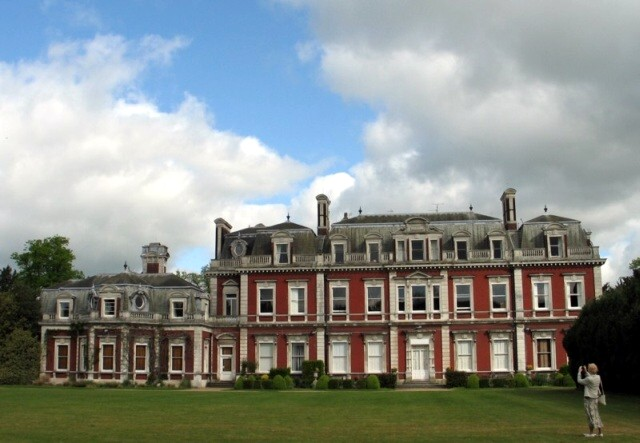
El casal de la família a Tring
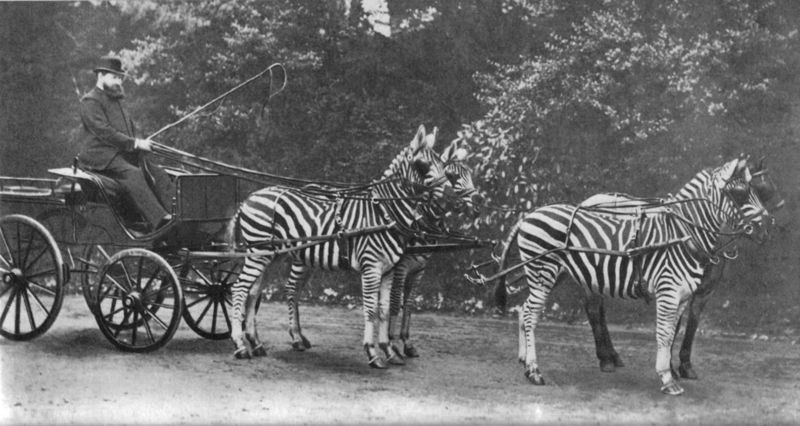
Carruatge tirat per zebres

## Zoologia
De 1889 a 1908, contra la seva voluntat els seus pares van obligar-lo a treballar a l'empresa familiar NM Rothschild and Sons de Londres, encara que la seva gran passió continuava sent la zoologia, especialment la dissecció d'ocells i papallones. Per consolació, els seus pares li van donar el seu museu zoològic. En aquest sentit va ser patrocinador i membre de diverses expedicions zoològiques arreu del món, així com a autor de nombrosos escrits sobre la matèria.
Conegut per la seva excentricitat, tenia cangurs en el seu jardí i va arribar a ensinistrar a un grup de zebres per tirar del seu carruatge. Va construir un zoològic i museu particular en la localitat de Tring al comtat de Hertfordshire, prop de la seva residència que es va obrir al públic el 1892. Des del 1912 l'entomòleg Karl Jordan hi treballà i més tard en va esdevenir el director. El 1932, per poder fer front a problemes econòmics, va cedir la major part de la seua gran col·lecció d'ocells al Museu Americà d'Història Natural. La resta de la col·lecció i la seva biblioteca única va deixar al Museu Britànic per disposició testamentària, el 1936. L'antic Museu Zoològic Walter Rothschild és avui una secció del Museu d'Història Natural britànic i s'ha quedat a Tring.

## Política
Walter Rothschild va ser diputat del partit conservador per Aylesbury entre 1899 i 1910. D'idees sionistes i amic proper del líder sionista britànic Chaim Weizmann, és conegut per haver estat el destinatari de la Declaració Balfour de 1917, una carta enviada pel ministre d'Exteriors Arthur Balfour, del partit conservador, el 2 de novembre de 1917 en la qual se l'informava de la decisió del govern britànic de donar suport a la construcció d'una «llar nacional jueva» a Palestina i se li demanava que posés aquesta decisió en coneixement de la Federació Sionista. Cal aclarir però, que finalment, trenta anys més tard, en el moment decisiu al 1948, ja mort Rothschild, fou el Partit laborista el que demanà el reconeixement del Regne Unit per a l'estat d'Israel que s'estava creant, amb Chaim Weizmann, íntim amic de Walter i un gran liberal, com primer president d'Israel.